# Bassekou Kouyaté
Bassekou Kouyaté (* 1966, Garana) je malijský hráč na ngoni. Vystupuje se skupinou Ngoni Ba.
Narodil se v Garaně v rodině potulných afrických muzikantů a vypravěčů – griotů. Jeho matka často zpívala na svatbách a otec ho jako profesionální hudebník už od útlého dětství vedl ke hře na ngoni. Koncem osmdesátých let odchází Bassekou do hlavního města Bamaka, kde náhodou potká místní hudební legendu – svého dědečka, který byl už v té době zcela slepý, ale i přesto poskytl svému vnukovi mnoho cenných tipů a triků, jak zvládnout hru na ngoni.
Bassekou hru na ngoni inovoval tím, že jako první začal hrát ve stoje s nástrojem zavěšeným na popruhu, tak je to běžné například u kytary. Nástroj si také nechal elektrifikovat a připojil ho ke kvákadlu. O své hře prohlašuje:
| „ | Nemůžu zůstat trčet v tradici a hrát jako můj děda a předci. Přijal jsem výzvu moderního pokroku, experimentuji s ngoni. Od 13. století se s ní nikdo nepokusil udělat něco nového, všichni ji brali za doprovodný nástroj a já chci dokázat, že má na to být sólovým nástrojem. | “ |

Bassekou Kouyaté začal koncem osmdesátých let hrát s Toumani Diabatém, stal se tehdy členem jeho Symetric Orchestra. S Diabatém si také zahrál na evropském turné. V roce 1990 vystupoval Bassekou s bluesovým kytaristou Taj Mahalem. Ten na stranu Kouyatého nikdy nešetřil superlativy, jednou o něm prohlásil „Bassekou je genius. Potvrzuje, že blues pochází z malijského kraje Segou.” V devadesátých letech nahrával Bassekou s africkou kytarovou legendou Ali Farka Tourém (hraje na jeho posmrtné desce Savane), později i s jeho synem Vieux Farka Tourém.
Na sólovou dráhu se Bassekou pustil až v roce 2006, kdy založil kapelu Ngoni Ba, která byla jako jedna z prvních složena výhradně z hráčů na ngoni. Jejich první deska Segu Blue vyšla v roce 2007 a vysloužila si velmi příznivé kritiky. V roce 2008 vyhrála cenu za nejlepší hudební album world music, kterou každoročně vyhlašuje BBC. Ve stejné soutěži také vyhrál cenu za nejlepšího afrického hudebníka. Druhá deska pokračovala v úspěchu předchozího alba. Jmenuje se I speak Fula a vyšla v roce 2009.